# Le Monde en stop
Le Monde en stop, 5 années à l'école de la vie est le premier récit de voyage de Ludovic Hubler, publié en 2009 aux éditions Géorama. Dans ce récit, il résume son tour du monde réalisé entre 2003 et 2008 en utilisant le stop comme unique moyen de transport. Il fut lauréat du Prix Pierre Loti 2010. Le film est lui sorti en 2023 et disponible en VOD.

## Présentation
Sorti de l'école de Management de Strasbourg en juin 2002, Ludovic Hubler part du principe qu’une découverte des réalités du monde est un préambule nécessaire avant de s’ouvrir à la vie professionnelle.
24 ans au moment de l’obtention de son master, il décide ainsi de partir le 1er janvier 2003 pour un « tour des hommes » qu'il aime appeler son « doctorat de la route » : un tour du monde réalisé uniquement en stop, sans utiliser ni train, ni bus, ni taxi, ni avion.
Son aventure va durer 5 ans. Du « voilier-stop » pour traverser notamment les océans Atlantique et Pacifique au « brise-glace-stop » pour se rendre sur le continent Antarctique, en passant par la traversée du Sahara ou de pays comme la Colombie ou l’Afghanistan, il aura testé son pouce dans toutes les situations possibles et imaginables.
Ses rencontres furent aussi nombreuses que variées. Parmi les plus marquantes figurent celle avec le dalaï-lama qui l’a reçu dans sa demeure de Dharamsala en Inde, mais aussi celles de plusieurs milliers d’étudiants de tous horizons avec qui Ludovic a partagé son aventure en cours de route.
5 années de voyage, 170 000 km parcourus, 59 pays traversés, des centaines de conférences données et les services de plus de 1 300 conducteurs donnent une idée de l’ampleur et de la richesse du périple.

### Prix
Le Monde en stop, 5 années à l'école de la vie fut lauréat du Prix Pierre Loti 2010 récompensant le meilleur récit de voyage de l'année 2009.

## Liens
- Le site officiel du livre "Le Monde en Stop, 5 années à l'école de la vie"
- Le site officiel de Ludovic Hubler